# Severin von Eckardstein
Severin Ernst Jacob Freiherr von Eckardstein (Düsseldorf, 1 augustus 1978) is een Duits klassiek pianist. Hij won in 2003 de Koningin Elisabethwedstrijd.

## Biografie
Eckardstein werd geboren als lid van de sinds 1799 adellijke en baronale familie Von Eckardstein en als zoon van ondernemer Ludolf Freiherr von Eckardstein (1945) en vertaler Margret-Sophie Kosegarten (1936). Hij ontdekte de piano bij toeval in het huis van buurkinderen en werd daar zo door gefascineerd, dat zijn ouders hem op zijn zesde verjaardag een piano cadeau deden. Eckardstein studeerde piano in zijn geboortestad. Zijn eerste lerares was een Hongaarse en daarna kreeg hij onderricht van de Poolse Barbara Szczepanska. Later studeerde hij bij Karl-Heinz Kämmerling aan het conservatorium in Hannover en daarna bij Klaus Hellwig.

## Prijzen
Eckardstein won verschillende internationale wedstrijden zoals het Concours van de ARD (waar hij in 1999 tweede werd), het Concours van Leeds (waar hij in 2000 de derde prijs behaalde) en het Concours José Iturbi (waar hij de tweede prijs won in 2002). Op 8 juni 2003 won Severin von Eckardstein de eerste prijs van de internationale Koningin Elisabethwedstrijd met de volgende muziekstukken: Ludwig van Beethoven, (1770-1827), Sonate nr. 27 in e opus 90, Ian Munro, Dreams, gecomponeerd in 2002, verplicht onderdeel en Sergej Prokofjev (1891-1953), Pianoconcert nr. 2 in g opus 16. De combinatie van Beethoven en Prokofjev werd volgens de jury fenomenaal uitgevoerd.